# Danelle Lochner
Pas d'image ? Cliquez ici

a Compétitions nationales et continentales officielles uniquement.

b Matchs officiels uniquement.
Danelle Lochner, née le 16 mai 1997, est une joueuse internationale sud-africaine de rugby à XV, évoluant au poste de deuxième ligne. Elle joue aux Harlequins. 

## Biographie
Née le 16 mai 1997, elle pratique d'abord le netball, dont elle est international de 2016 à 2019, avant qu'une blessure à la cheville n'interrompe sa carrière. Après la crise du Covid-19, elle reprend le netball mais démarre en parallèle la pratique du rugby à sept. Immédiatement repérée, elle est convoquée en équipe nationale à XV alors qu'elle n'a jamais joué au niveau provincial. Le 25 mars 2023, elle dispute son premier match avec les Springboks à Madrid contre le Canada.
En août 2023, elle est sélectionnée pour disputer la première édition du WXV. Après la compétition, elle part jouer en Angleterre, avec les Harlequins, où elle retrouve ses compatriotes Babalwa Latsha et Aseza Hele.
En 2024-2025, Danelle Lochner est à nouveau sélectionnée pour le WXV.